# Favonigobius melanobranchus
Favonigobius melanobranchus är en fiskart som först beskrevs av Fowler, 1934.  Favonigobius melanobranchus ingår i släktet Favonigobius och familjen smörbultsfiskar. IUCN kategoriserar arten globalt som nära hotad. Inga underarter finns listade i Catalogue of Life.